# Neogenesis flaviplagialis
Neogenesis flaviplagialis är en fjärilsart som beskrevs av George Francis Hampson 1907. Neogenesis flaviplagialis ingår i släktet Neogenesis och familjen Crambidae. Inga underarter finns listade i Catalogue of Life.